# Глен-Лайон (Пенсільванія)
Глен-Лайон (англ. Glen Lyon) — переписна місцевість (CDP) в США, в окрузі Лузерн штату Пенсільванія. Населення — 1877 осіб (2020).

## Географія
Глен-Лайон розташований за координатами 41°10′37″ пн. ш. 76°5′23″ зх. д. / 41.17694° пн. ш. 76.08972° зх. д. (41.176963, -76.089585).  За даними Бюро перепису населення США в 2010 році переписна місцевість мала площу 8,80 км², з яких 8,58 км² — суходіл та 0,23 км² — водойми.

## Демографія
Згідно з переписом 2010 року, у переписній місцевості мешкали 1873 особи в 772 домогосподарствах у складі 475 родин. Густота населення становила 213 осіб/км².  Було 1040 помешкань (118/км²).
Расовий склад населення:
| - 95,1 % — білих - 2,0 % — чорних або афроамериканців - 0,2 % — азіатів |

До двох чи більше рас належало 2,1 %. Частка іспаномовних становила 3,2 % від усіх жителів.
За віковим діапазоном населення розподілялося таким чином: 25,8 % — особи молодші 18 років, 59,4 % — особи у віці 18—64 років, 14,8 % — особи у віці 65 років та старші. Медіана віку мешканця становила 37,0 року. На 100 осіб жіночої статі у переписній місцевості припадало 94,5 чоловіків;  на 100 жінок у віці від 18 років та старших — 95,1 чоловіків також старших 18 років.
Середній дохід на одне домашнє господарство  становив 39 379 доларів США (медіана — 24 286), а середній дохід на одну сім'ю — 49 921 долар (медіана — 35 156). За межею бідності перебувало 45,0 % осіб, у тому числі 81,1 % дітей у віці до 18 років та 11,3 % осіб у віці 65 років та старших.
Цивільне працевлаштоване населення становило 584 особи. Основні галузі зайнятості: виробництво — 23,8 %, публічна адміністрація — 14,0 %, освіта, охорона здоров'я та соціальна допомога — 13,0 %.